# 離婆多
離婆多（りはた、梵語：Revata-khadira-vaniya、レーヴァタ・キャディラ・ヴァニヤ、音写：離波多 等他、訳：室星、室宿、仮和合 等）は、釈迦の弟子の一人である。本名は「キャデラ林に住するレーヴァタ」という意味である。
一説に、両親が室宿（和名：ついぼし、ペガサス座の第1～2星）に祈って生まれたから、レーヴァタ（室宿）と名づけられたという。また、かつて大雨に遇い、神祠に止宿した時、二鬼が現れて互いに屍を争奪するのを見て、人身の「仮和合」なるを知り、仏所に赴き出家したともいわれる。彼はマガダ国、王舎城（ラージャガハ）の北、那羅陀（ナーラダ）村の出身。舎利弗の弟とされる説も多く、兄弟の数や記載名に諸説がある。
1. 父ヴァンガンタ、母サーリー、長男ウパティッサ＝舎利弗、二男ウパセナ・ヴァンガンタ・プッタ、三男マハーチュンダ、四男レーヴァタ・キャディラ・ヴァニヤで、カーラ、ウパカーラ、シスパカーラという3人の甥がいた。彼は母親に結婚を勧められたが、兄の舎利弗が既に出家していたので、我も出家すべしと彼はその3人の甥を伴って家出した。晩年、盗賊と誤られて捕われ、波斯匿王の前で偈を説いたという。舎利弗から常にキャディラ林で困苦に堪えて住するを称賛された。（テーラガータ＝長老の偈42、645-658、991-992）
2. 舎利弗の三兄弟三姉妹にて、レーヴァタは最も幼く、父母が愛惜して家を継がせようとしたという。舎利弗は仲間の比丘衆に「父母は邪見にしてその出家を喜ばないであろうから、もしレーヴァタが来れば何時でも弟子として迎えてやってほしい」と頼んだ。レーヴァタは父母に伴われ許婚の婦の家に至る時、老いを感じて出家修行を欲し、その帰途、車から離れ精舎に走り仏弟子となったという。後にそこより30由旬を経たキャディラ林に入り応果を得た。釈迦仏は舎利弗や阿難など500人の比丘と共に彼を訪ねると、彼は仏や比丘の為に500の重閣を造ったという。（ダンマパダ＝法句経の説）
3. 父・檀嬢耶那（檀那達多とも、ダーニャヤナ）の下に、優波低須（舎利弗）、大膝（摩訶・倶絺羅）、純陀（仏入滅時の純陀とは別人）、姜叉頡利拔多（レーヴァタ）、闡陀、閻浮呵迦、憍陳尼、蘇達離舎那の八男おり、また一女・蘇尸弥迦がいたとする。（仏本行集経47の説）
4. 父母記載なし、長男から順に、達摩、蘇達摩、優波達摩、抵沙、優波抵沙（舎利弗）、頡利拔多（仏本行集経に充当るレーヴァタか？）、優波波離拔多とする。（摩訶僧祇師説の説による）